# Myrosmodes paludosa
Myrosmodes paludosa är en orkidéart som först beskrevs av Heinrich Gustav Reichenbach, och fick sitt nu gällande namn av Pedro Ortiz Valdivieso. Myrosmodes paludosa ingår i släktet Myrosmodes och familjen orkidéer. Inga underarter finns listade i Catalogue of Life.